# Jean-Pierre Garreau
Pour les articles homonymes, voir Garreau.
Jean-Pierre Garreau (né le 3 thermidor an 9 — 22 juillet 1803 — à Nantes, mort le 14 août 1896 à Remouillé) est un urbaniste et architecte français, qui bâtit sa fortune dans le développement de Nantes.

## Biographie
Il contribue à la construction des quartiers nantais de la Monnaie, Gigant, Launay, Vallées, la prairie-au-Ducs, le passage d'Orléans ainsi que divers hôtels particuliers, notamment l'hôtel Garreau (1845), rue Dobrée, inscrit au titre des monuments historiques en 1975. Il se voit confier la réfection de la cathédrale Saint-Pierre-et-Saint-Paul de Nantes. L'administration des cultes conteste la qualité des travaux effectués à cette occasion, refusant même de payer l'intégralité de la facture présentée, mais Jean-Pierre Garreau, engageant un procès en 1849, finit par obtenir gain de cause devant le Conseil d'État en 1854. Son épouse devient la marraine d'une des cloches de l'édifice.
Grand voyageur, il rapporte d'Orient des objets encore visibles dans différents musées de la région.
Le préfet de la Loire-Inférieure lui propose, conformément aux usages de l'époque, de le nommer maire. Amoureux de Remouillé, il choisit cette commune ; il y s'installe en 1853 et en devient le premier magistrat. Il y développe ses talents d'architecte en créant les « folies Garreau », notamment la chapelle Garreau, chapelle-tombeau de style romantique qui abrite les corps de M. et Mme Garreau.
On y trouve aussi :
- un musée de 300 objets ;
- un lavoir débarcadère (le lavoir se situe sur les bords de la Maine) ;
- un chemin de croix couvert de marbre ;
- un minaret (la tour Saint-Georges) ;
- un musée de mannequins de cire ;
- une serre pour plantes exotiques ;
- des jardins suspendus.

Malgré l'état d'abandon d'une grande partie de son patrimoine, un certain nombre d'objets sont conservés dans les musées de la région nantaise, notamment au musée Dobrée à Nantes.

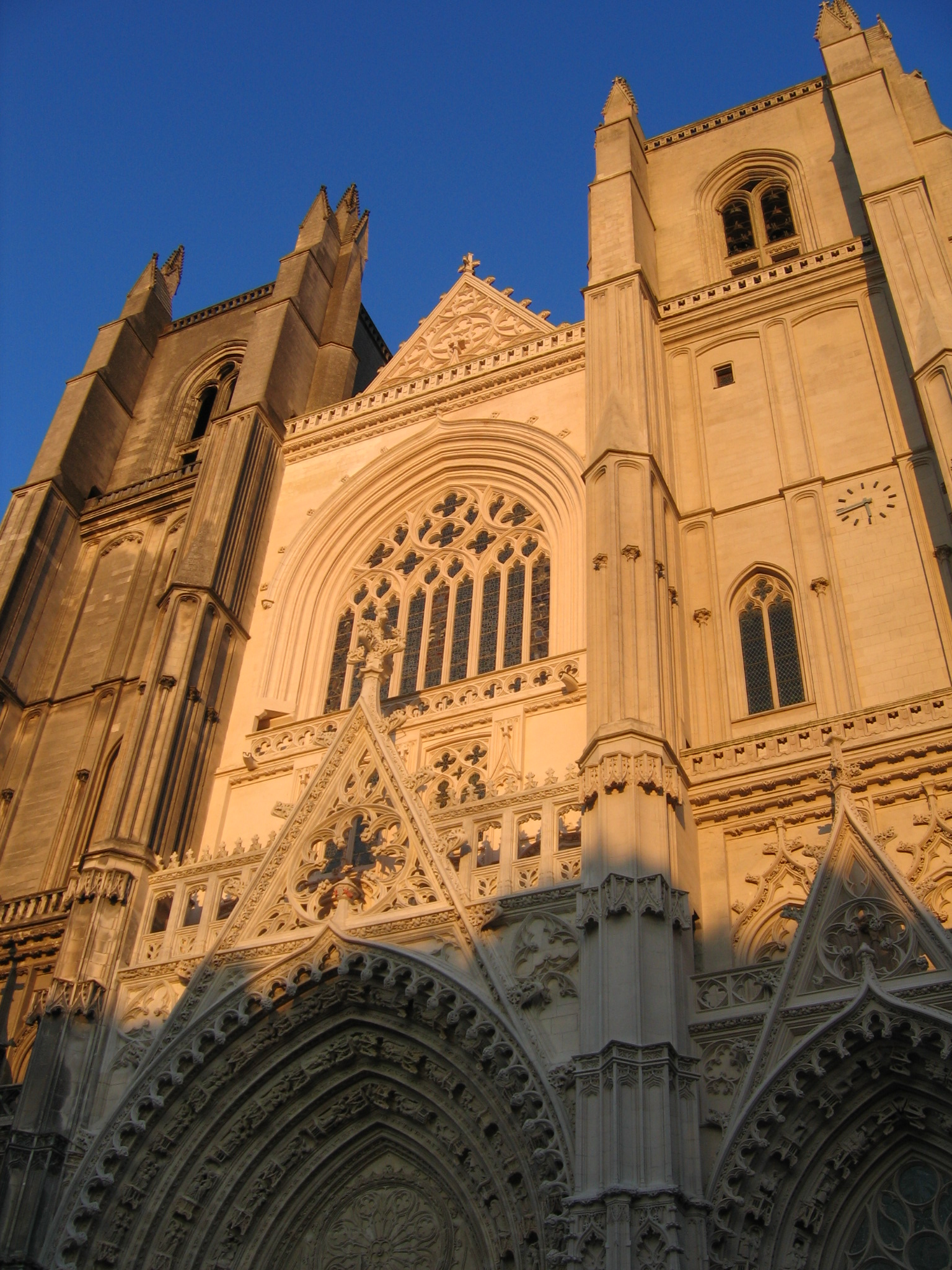
Façade de la cathédrale Saint-Pierre-et-Saint-Paul de Nantes.
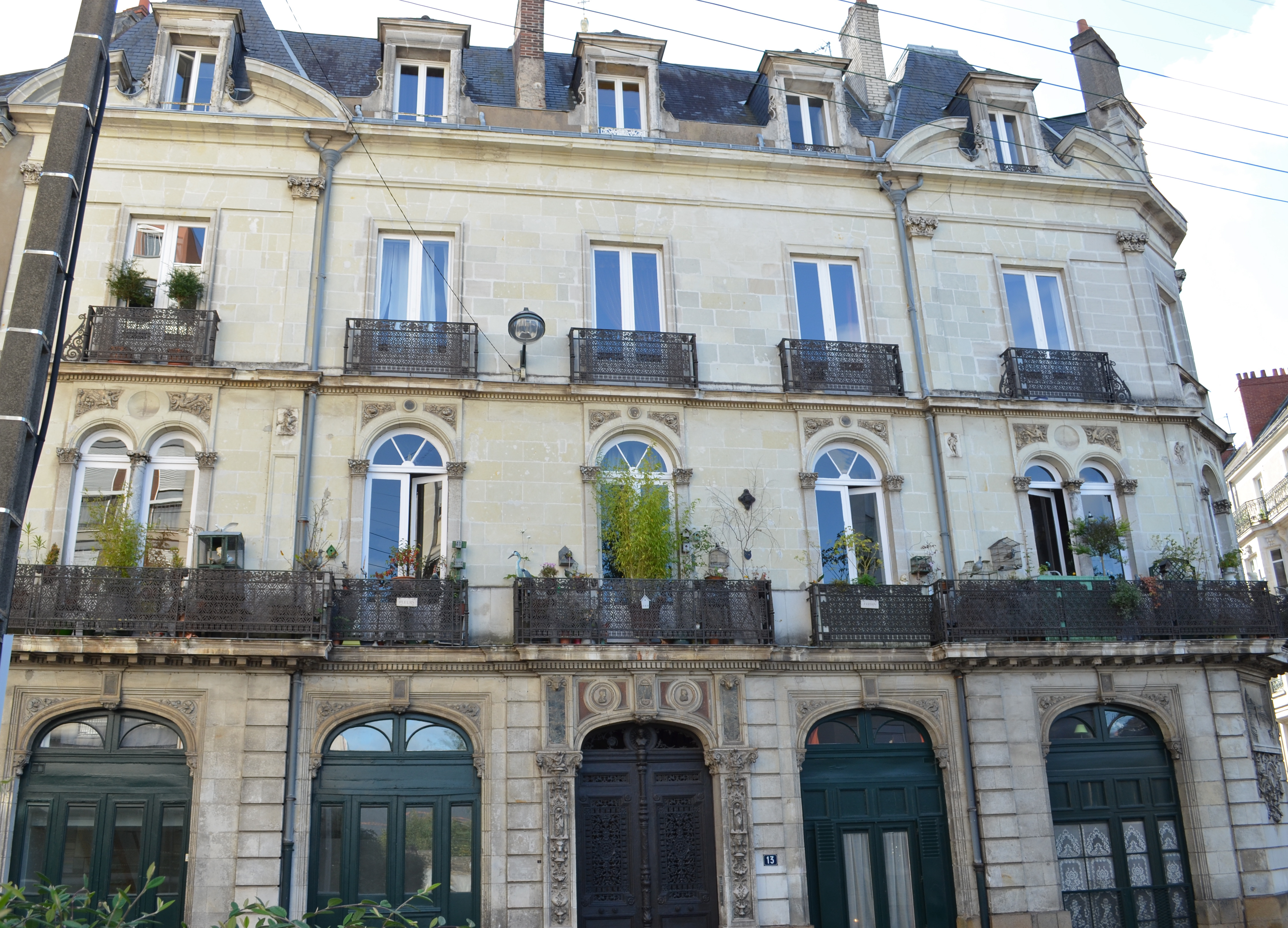
Hôtel Garreau (1845) - Rue Dobrée, Nantes.
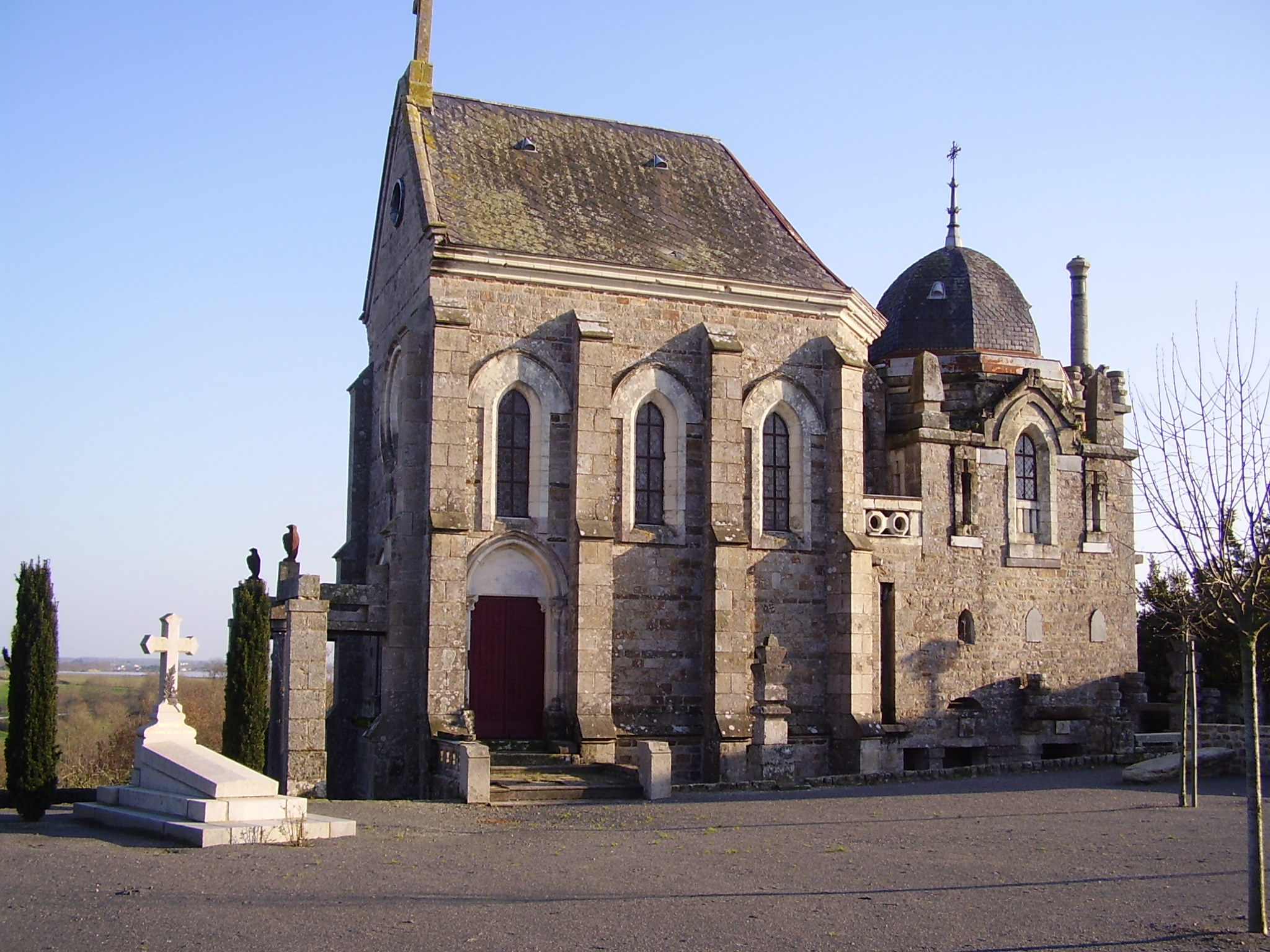
La chapelle Garreau à Remouillé.